# جوزيف يودر
جوزيف يودر (بالإنجليزية: Joseph Yoder)‏ هو معلم موسيقى أمريكي، ولد في 22 سبتمبر 1872، وتوفي في 13 نوفمبر 1956.